# Shajtarsk
Shajtarsk (en ucraniano: Шахта́рськ) es una ciudad y centro adminstratvo del raión homónimo en el óblast de Donetsk, Ucrania y tiene una población de 42.208 habitantes en 2022.

## Historia
El territorio estaba ocupado por lo menos desde el siglo V a. C., época de la cual data una figura que representa que representa a un guerrero con armas. Otra estatua hallada en la zona, es un monumento del siglo IX.
Fue fundada en 1764 como Oleksíyevo-Orlivka (en ucraniano) o Alekséyevo-Orlovka (en ruso), un asentamiento establecido por el Conde Alekséi Orlov, en la región de los cosacos del Don. Sumaba 950 habitantes en 180. Más tarde se fusionó con el pueblo Oljóvskoye. En la segunda mitad del siglo XIX se desarrolló la explotación de los yacimientos de carbón y para 1865 habá ya dos minas. En 1891 residían en la localidad 6.795 personas. Desde 1900 operó otra mina, alrededor de la cual se formó el asentamiento de Katik.
Durante el siglo XX se construyeron nuevas minas y plantas de procesamiento, clubes, bibliotecas, escuelas y hospitales. Las tropas nazis ocuparon la ciudad entre el 28 de octubre de 1941 y el 2 de septiembre de 1943 fue puesto en libertad. La región formaba parte de la República Socialista Soviética de Ucrania, cuyo Soviet Supremo determinó el 20 de agosto la fusión de las localidades de Oleksievo-Orlinka, Katik y Oljivchik en la ciudad de Shajtarsk. A partr de diciembre de 1991 la ciudad se integró en la República de Ucrania independiente.

## Demografía
Desde la década de 1990 se registra una tendencia al descenso de la población, debida a la migración, pero desde la década de 2010 la población ha crecido.
En el censo de 2001 la lengua materna de la población era para el 76.44% el ruso y para el 22.35% el ucraniano.
| Gráfica de evolución de Shajtarsk entre 1939 y 2019 |
|                                                     |
| Fuente: Cities & towns of Ukraine.                  |

## Economía
Las actividades de la ciudad se centran en la industria del carbón. También se han desarrollado la industria de alimentos, la construcción y los servicios. Hay una fábrica de ropa.